# 72 метри (фільм)
«72 метри» (рос. «72 метра») — російська воєнна драма 2004 року режисера Володимира Хотиненка, знята кінокомпанією Перший канал. Містить сцену де Україну називають другою Францією.

## Сюжет
Офіцери ВМФ капітан-лейтенанти Петро Орлов та Іван Муравйов служать на ДПЛ «Слов'янка» вже давно. Колись вони були кращими друзями. У 1986 році разом прибули до Севастополя для проходження служби. Там же зустріли красиву дівчину Неллі і обидва закохалися в неї з першого погляду. Неллі вибрала Івана, і тоді дружба офіцерів дала тріщину.
У 1992 році, після розвалу СРСР і розділу Чорноморського флоту, екіпаж «Слов'янки», відмовившись прийняти українську присягу, був переведений на Північний флот. З тих пір і життя, і служба йде своєю чергою. І черговий вихід в море — бойові планові навчання. Командир екіпажу, капітан першого рангу Геннадій Яничар оголошує поставлене завдання — знищивши торпедною атакою флагманський корабель умовного супротивника і відійшовши від переслідування, підводний човен повинен на якийсь час зникнути з поля зору і залишитися непоміченим протягом 24 годин. На борту також присутній цивільний лікар Черненко.
Ніхто в навчальному центрі не знає, в який бік буде рухатися підводний човен. І ніхто не припускає, що під час навчань відбудеться катастрофа — хвилі від вибухів розбудили «сплячу» з часів Великої Вітчизняної війни морську міну, яка повільно рушила назустріч «Слов'янці» і вибухнула у її лівого борту, в результаті чого підводний човен затонув і ліг на ґрунт на глибині 72-х метрів; незатопленими залишилися лише кілька відсіків. Під час вибуху гинуть кілька членів екіпажу, в тому числі командир Яничар. Черненко, Орлов і матрос Молодой виявляються в напівзатопленому відсіку, але їм вдається, переміщаючись по всіх відсіках затонулого підводного човна, потрапити в відсік Івана Муравйова, де знаходяться і інші живі члени екіпажу.
Підводники шукають спосіб врятуватися і вирішують вибратися в рятувальному спорядженні підводника через торпедні апарати. Але з'ясовується, що через халатність старшого мічмана Крауза справний лише один ізолюючий дихальний апарат ІДА-59. Крауз намагається накласти на себе руки, але товариші по службі його обеззброюють. У підсумку команда приймає рішення відправити наверх Черненка. Він повинен встановити рятувальний буй-«в'юшку», щоб відзначити місце розташування «Слов'янки» і, вибравшись на берег, повідомити про катастрофу. У результаті Черненко вибирається на берег і біжить до міста.
А членам екіпажу «Слов'янки» не залишається нічого, крім як чекати рятувальників, але прибудуть вони вчасно чи ні, залишається невідомим; фільм має відкритий фінал…

## У ролях
| Актор                 | Роль                                                               |
| --------------------- | ------------------------------------------------------------------ |
| Сергій Маковецький    | цивільний лікар Черненко                                           |
| Марат Башаров         | капітан-лейтенант Петро Орлов                                      |
| Андрій Краско         | капітан 1-го рангу Геннадій Яничар командир ПЛ «Слов'янка»         |
| Дмитро Ульянов        | капітан-лейтенант Іван Муравйов командир 1-го відсіку              |
| Чулпан Хаматова       | Неллі                                                              |
| Станіслав Нікольський | матрос Молодой                                                     |
| Сергій Гармаш         | старший мічман Микола Карлович Крауз боцман                        |
| Владислав Галкін      | старший мічман Михайлов інструктор по боротьбі за виживання        |
| Ігор Ліванов          | старший помічник, капітан 2-го рангу Микола Степанович Коноваленко |
| Артем Михалков        | мічман Нечаєв начальник хімічної служби «Слов'янка», медик         |
| Сергій Ярмолюк        | старший мічман Легкоступов                                         |
| Олександр Пашков      | старший матрос Тураєв                                              |
| Олексій Зеленський    | командир відділення гідроакустиків                                 |
| Амаду Мамадаков       | матрос Мухамбетов                                                  |
| Микита Ємшанов        | матрос Дерюгін                                                     |
| Олег Меньшенін        | 1-й матрос-близнюк Кульдюк                                         |
| Роман Меньшенін       | 2-й матрос-близнюк Кульдюк                                         |
| Олексій Кабешев       | лейтенант, начальник РТС                                           |

## Нагороди та номінації
Премія «Золотий орел-2005» в номінаціях:
- Найкращий ігровий фільм
- Найкраща музика до фільму